# Joseph Leopold Imesch
Joseph Leopold Imesch (* 21. Juni 1931 in Grosse Pointe Farms, Wayne County, Michigan; † 22. Dezember 2015 in Joliet, Illinois) war ein römisch-katholischer Geistlicher und Bischof von Joliet in Illinois.

## Leben
Joseph Leopold Imesch empfing am 16. Dezember 1956 die Priesterweihe für das Erzbistum Detroit. 
Papst Paul VI. ernannte ihn am 8. Februar 1973 zum Weihbischof in Detroit und Titularbischof von Pomaria. Der Erzbischof von Detroit, John Francis Kardinal Dearden, spendete ihm am 3. April desselben Jahres die Bischofsweihe; Mitkonsekratoren waren die Detroiter Weihbischöfe Walter Joseph Schoenherr und Thomas John Gumbleton.
Am 30. Juni 1979 wurde Imesch durch Papst Johannes Paul II. zum Bischof von Joliet in Illinois ernannt und am 28. August desselben Jahres in das Amt eingeführt. Am 16. Mai 2006 nahm Papst Benedikt XVI. seinen altersbedingten Rücktritt an.